# Spionroman
Spionromanen, eller agentromanen, är en subgenre inom deckaren. Spionromanen är en roman om en person som på uppdrag av regering eller underrättelseorganisation arbetar med specialuppdrag bakom fiendens linje. Romantypen är besläktad med äventyrs- och spänningsromanen. Som pionjärverk räknas "The Spy" (1-2, 1821) av James Fenimore Cooper. Till genregrundläggande författare hör John Buchan, Erskine Childers och Joseph Conrad. 
Spionberättelserna har en lång historia - alltifrån W. Somerset Maughams "Ashenden" via Ian Flemings äventyrsromantiska böcker om James Bond, till John le Carrés realistiska glasnost-skildringar. Jägare-jagad-temat är mycket vanligt. Ett bra exempel på detta är genreklassikern Attentat mot diktator från 1939 av engelsmannen Geoffrey Household. Andra berömda författare i genren är Eric Ambler, Manning Coles och Len Deighton. Graham Greene har skrivit klassiska spionromaner som Hemlig agent och Skräckens ministerium.